# Anne Waldman
Anne Waldman (født 2. april 1945) er amerikansk digter. Waldman blev født i Millville i staten New Jersey og voksede op i New York City. Hun tog afgangseksamen fra Bennington College i 1966. Waldman var sammen med Gregory Corso og Allen Ginsberg i 1960'erne en del af lyrikmiljøet på USA's østkyst, hvor hun deltog i oplæsninger i forbindelse med St. Mark's Church Poetry Project, som hun i øvrigt bestyrede i perioden 1966-1978. Hun har udgivet over 40 bøger. 
Sammen med Ginsberg grundlagde hun Jack Kerouac School of Disembodied Poetics, der nu hører under Naropa-universitetet i staten Colorado. Hun underviser i poetik sammesteds.
Waldman har også været gæstelærer på Institute of American Indian Arts i Santa Fe og været konsulent for Prazska Skola Projekt i Prag, ligesom hun har undervist på et utal af andre skoler og læreanstalter i USA og udlandet.
Anne Waldman og hendes værker forbindes ofte med beatgenerationen.